# Opportunité (sport)
Pour les articles homonymes, voir Opportunité.
Une opportunité, d’après le "Petit Larousse Édition 2000", est une « occasion favorable ». En sport d’opposition, les opportunités correspondent à un ensemble des comportements et des attitudes adverses dont on peut tirer profit durant la confrontation.
« Tirer profit de l’activité adversaire est une compétence de bon combattant »
Il s’agit des données concernant :
- les caractéristiques (taille, envergure, tempérament, qualités physiques, état mental, etc.) ;
- les actions (activités offensives et défensives) ;
- les manières de faire propre d’un athlète (style et façon de combattre).

Ces données se traduisent en termes de « points forts » et « faiblesses » adverses dont, il faudra tenir compte et exploiter durant l’opposition. 
Un « relevé de ces opportunités » est établi, conjointement par l’athlète et l’entraîneur, en vue d’exploiter celles-ci chez un adversaire à venir. Ce relevé peut être réalisé par un observateur extérieur et s’effectuera à l’aide d’une fiche d’observation dont les rubriques précisent les éléments à observer. L’ensemble de ces données sont rassemblées et analysées afin de les mettre à profit dans le cadre d’un plan de conduite (plan tactique). 

## Profit des opportunités
Ensemble d’activités consistant à utiliser les caractéristiques et les comportements adverses à son avantage. « Tirer profit » de l’activité adverse est une compétence de bon combattant. Les « actions de profit » s’enseignent à l’entraînement et font partie d’un travail d’apprentissage qui doit être suffisamment conséquent. 

### Illustration enboxe
Exemples d’activités consistant à « utiliser l’action adverse à son avantage » :
- Ex.1: (A) tombe sur ses coups. Conclusion : (B) va utiliser cette faiblesse pour riposter dès que (A) a terminé son attaque (remise).
- Ex.2 : à la suite de plusieurs activités de pressing, (A) a remarqué qu’à l’approche des cordes, l’adversaire s’échappe toujours du même côté. À la prochaine occasion (A) a décidé de le « cueillir » en portant un coup qui le télescope.
  - Exemple d’action de profit : 
    - 1.   ⇒  2. 
    - 1. Observation : (A) est un attentiste en jab notamment
    - 2. Décision tactique : (B) va  appâter le coup de poing et contrer en coup de pied direct (front-kick)